# Estadio Norman Broaster
El Estadio Norman Broaster es un estadio multiusos ubicado en la ciudad de San Ignacio (Belice) del distrito de Cayo.

## Historia
Fue construido en 1950 con capacidad para 2000 espectadores cuando el país era conocido como Honduras Británica y actualmente es utilizado principalmente para partidos de fútbol. Ha sido sede de varios equipos locales, donde actualmente el equipo local es el Verdes FC.
En el 2021 la Federación de Fútbol de Belice renovó las instalaciones mejorando los camerinos.